# Bisdom Nea Aule

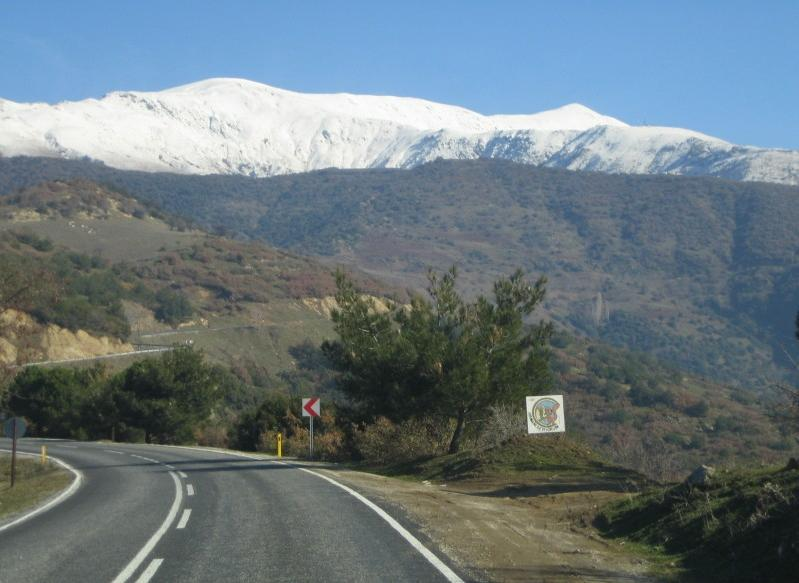
Berg Tmolus in West-Turkije

Het bisdom Nea Aule (Latijn: Dioecesis Neaulitana), of Nova Aula, of Theodosiopolis, was een bisdom in het Oost-Romeinse Rijk en Byzantijnse Rijk. 
Er zijn bisschoppen van Nea Aule beschreven van de 4e eeuw tot de 12e eeuw. Het dorp Nea Aule lag in de Romeinse provincie Asia Minor, in de landstreek Lydia op de berg Tmolos. Het bisdom was suffragaan aan het aartsbisdom Efese, wat zelf behoorde tot het Oecumenisch patriarchaat van Constantinopel.
Later gebruikte de Roomse Kerk de titel van bisschop van Nea Aule als eretitel.

## Enkele bisschoppen
- Philippus van Nea Aule (5e eeuw) nam deel aan het Concilie van Chalcedon in het jaar 451.[3]
- Arnaud-François of Armandus Franciscus Lefebvre (18e eeuw), titulair bisschop van Nea Aule, was een jezuïet en apostolisch administrator van het bisdom Quy Nhơn in Frans Vietnam.[4][5]